# Pabellón Príncipe Felipe
Pabellón Príncipe Felipe is een arena in Zaragoza, Spanje. De arena werd geopend op 17 april 1990 en biedt plaats aan 10.744 mensen. De arena wordt voornamelijk gebruikt voor basketbal (thuisbasis van Basket Zaragoza) en handbal (thuisbasis van Caja3 Aragón). 

## Evenementen
De arena was gastheer van de Euroleague Final Fours van 1990 en 1995, evenals de Saporta Cup- finale van 1999 waarin Benneton Treviso Pamesa Valencia versloeg. 
In de arena vinden regelmatig rockconcerten plaats. David Bowie, Oasis, Iron Maiden en Depeche Mode traden er al eens op.